# Royal Ulster Rifles

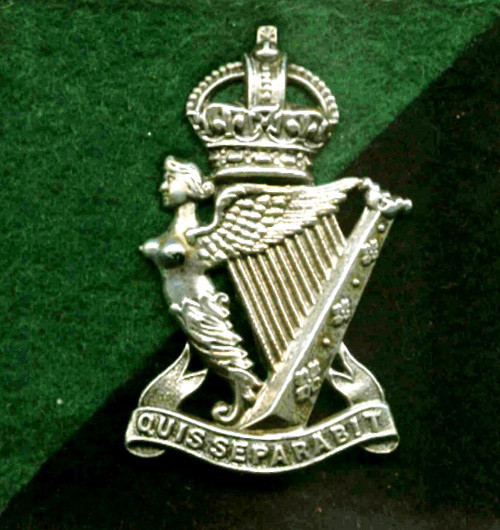
Elmo do Royal Ulster Rifles.

Royal Irish Rifles (tornou-se Royal Ulster Rifles de 1 de janeiro de 1921) foi um regimento de rifle de infantaria do Exército britânico, criado pela primeira vez em 1881 pela amalgamação do 83º Regimento de Pé e 86º (Condado Real de Down) Regimento de pé. O regimento viu o serviço na Segunda Guerra Boer, a Primeira Guerra Mundial, a Segunda Guerra Mundial e a Guerra da Coreia.
Em 1968, o Royal Ulster Rifles foi amalgamado com os outros regimentos da North Irish Brigade, os Royal Irish Fusiliers e os Royal Inniskilling Fusiliers para criar os Royal Irish Rangers.